# Península de Melville
La península de Melville (del inglés: 'Melville Peninsula') es una gran península situada en el Ártico de Canadá. Desde 1999, administrativamente pertenece al territorio autónomo de Nunavut y antes, era parte del Distrito de Franklin. 

## Geografía
La península de Melville tiene una superficie de 65.000 km² y está unida al continente americano por el istmo de Rae, con una anchura de solo 65 km. Se adentra en el mar, en dirección casi SN, una longitud de unos 400 km y tiene una anchura máxima de 220 km. En su interior está el lago Hall. Está limitada del siguiente modo: al sur, las aguas de la bahía Repulse y del estrecho Frozen la separan de la isla Southampton; al este, las aguas de cuenca Foxe, situándose en la mitad de este tramo de costa la bahía Parry; al norte, las aguas del estrecho del Fury y del Hecla, que la separan de la isla Baffin; al oeste, las aguas del golfo de Boothia, encontrándose también más o menos en su mitad la bahía Garret y, un poco más al sur, la isla Wales.
Un puesto de la Compañía de la Bahía de Hudson se construyó aquí, en Bahía Repulse, en 1921.